# Suwannee
Suwannee je řeka protékající americkými státy Georgie a Florida, dlouhá 396 km. Pramení v oblasti bažin Okefenokee a vlévá se do Mexického zálivu nedaleko obce Suwannee. Hlavními přítoky jsou Alapaha a Withlacoochee.
Podle archeologických nálezů bylo povodí řeky osídleno již před více než tisícem let příslušníky kultury Weeden Island. Timukuové nazývali řeku Guacara; pojmenování Suwannee může být odvozeno od španělské misie San Juan nebo od indiánského slova sawani, což znamená „ozvěna“. Za americké občanské války se na pobřeží konala bitva u Olustee. Řeka je zmíněna (v nářeční podobě jako Swanee Ribber) ve skladbě Stephena Fostera „Old Folks at Home“, která se stala státní písní Floridy a inspirovala George Gershwina ke složení hitu „Swanee“.
Suwannee patří mezi řeky s černou vodou, břehy tvoří především vápenec a jsou porostlé tisovci a duby. Nedaleko města White Springs se nacházejí jediné vodopády na Floridě, oblast je také známá léčivými sirnými prameny, které patřily na přelomu devatenáctého a dvacátého století k vyhlášeným turistickým atrakcím, kde pobýval i prezident Theodore Roosevelt. Na dolním toku se nachází chráněné území Lower Suwannee National Wildlife Refuge, kde žije jelenec běloocasý, orel bělohlavý a aligátor severoamerický. Typickými místními rybami jsou jeseter ostrorypý, sumeček tečkovaný, okounek pstruhový a okounek suwanneeský. Podél řeky vede naučná turistická stezka Suwannee River Wilderness Trail.